# Fiestas populares de Albanchez de Mágina
Procesión de los Hachones - 3 de mayo.
Con la procesión del Rosarío de Los Hachones se inician las fiestas patronales de San Francisco de Paula, celebradas del 3 al 6 de mayo. Los participantes recorren las calles portando los hachones, teas hechas con esparto y pez. Al paso de la procesión se prenden cuatro luminarias, grandes piras de leña y ramas de olivo, a las que se echa sal para que crepiten e impidan el paso de la comitiva. La luz de los hachones y luminarias en la oscuridad de la noche recuerda al albor de la Aurora, en un ritual que sintetiza el carácter del fuego como elemento mágico-simbólico y la tradición cristiana de rezo del Rosario.
Las Colgaduras de San Juan - 23 de junio.
La noche de San Juan se celebra una tradición relacionada con el enamoramiento. Los mozos colocan las colgaduras en las puertas y balcones de las mozas, con distinto significado dependiendo del tipo de adorno: las flores son prueba de cariño, las ramas de higuera significan que la moza es algo locuela, samiento de parra indica que la han visto beber vino, y un cardo, que su carácter es duro.
Los Bordos de Carnaval.
En Albanchez perdura la costumbre de echar los bordos a las mozas. Los bordos son el fruto de la enea. Se recogen durante el verano y se guardan en las cámaras de las casas, entre pajas, para que se sequen. El domingo de carnaval se sacan para arrojárselos a las muchachas. Al pelarlos, desprenden una pelusa blanquecina y melosa que se adhiere al pelo y a la ropa. Se dice que cuanto más se quiere  a una muchacha, más bordos debe arrojarle su pretendiente a la cara, de tal suerte que ese día las calles del pueblo quedarán alfombradas con la molesta pelusilla, en tan curiosa 'demostración' de amor.
Procesión de San Francisco de Paula - 4 de mayo.
Procesión en honor de San Francisco de Paula, patrón de Albanchez, protector de las cosechas y propiciador de la lluvia. Durante el recorrido los vecinos arrojan trigo, desde los balcones, sobre las andas del trono, como símbolo de agradecimiento por la cosecha habida y rogativa por la venidera.
Procesión de la virgen de la Asunción de María - 15 de agosto. Procesión en honor a la coopatrona Asunción de María, nombre de la iglesia del municipio y de la cooperativa de aceite. En el recorrido, se baja a la virgen desde la iglesia con una cruz delante hasta la "Era Nueva" donde se celebra la Eucaristía en su honor. A la vuelta, es exactamente lo mismo pero los vecinos del municipio van detrás hasta la parroquia.